# Gulasch
Gulasch, gulaix, gulash o goulash és una sopa o estofat de carns i verdures (especialment de ceba) assaonat amb paprika i altres espècies. El nom de gulasch prové de l'hongarès gulyás que és la paraula per dir vedella, vaquer o pastor o del turc kul aşı o kulak aşı. El gulasch també és un plat molt popular a la República Txeca i Eslovàquia i és també molt conegut arreu del món.

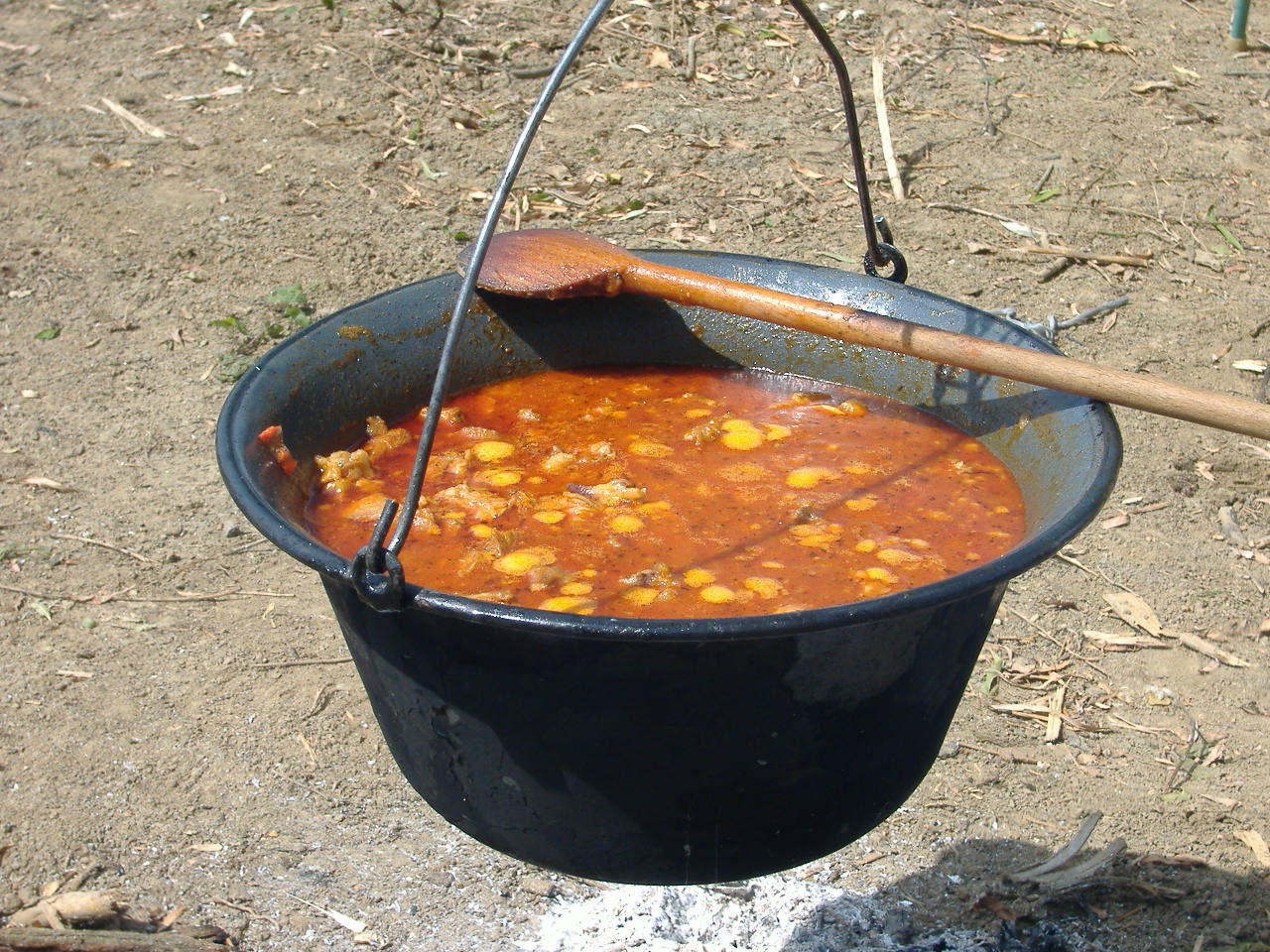
Gulyás en un perol tradicional ("bogrács", de la paraula turca "bakraç").

## Característiques
Es considera un plat casolà i senzill. La carn ha de ser cuita durant un temps llarg. La preparació varia i els ingredients bàsics en són la carn (de vaca, vedella, anyell, porc, cavall i moltó), les verdures (pastanaga, tomàquet, rutabaga, pebrot, etc.) ceba, pebre vermell i vitet. El seu color vermell és distintiu.
Incorpora col agra que es fa deixant-la en maceració durant uns dos dies.